# Политипия

Плотноупакованный атомный слой

Политипия или политипизм (от греч. πολύτίποσ, поли — много, типос — форма, образец) — явление существования у элементов или соединений двух или более структур с разной последовательностью укладки, кристаллографически сходных плотноупакованных слоёв или слоистых «пакетов» атомов. Является частным случаем полиморфизма. Структуры, имеющие различный порядок укладки сходных слоёв называют политипами.
Политипия — изменение в структуре путём небольшого смещения слоев (линейного или поворотного), приводящего к увеличению периодичности в направлении перпендикулярном слоям.
В плоскости плотноупакованного слоя политипы имеют одинаковый параметр решётки, в перпендикулярном направлении периоды различны и кратны расстоянию между соседними осями. Для обозначения политипов на основе плотноупакованного слоя используют несколько систем, среди которых наиболее компактной (хотя и неоднозначной для многослойных политипов с одинаковым числом слоёв при разной последовательности их укладки) является система Л. С. Рамсделла. В ней цифрой указывается число слоёв или пакетов в одной элементарной ячейке, а буквой C, H, R или T обозначается симметрия решётки, так как порядок укладки слоёв однозначно её определяет. Политипы на основе плотноупакованного слоя могут иметь кубическую (C), гексагональную (H), ромбоэдрическую (R) и тригональную (T) решётки. Например, трёхслойный политип с кубической симметрией обозначается как 3C, а шестислойный гексагональный политип — 6H.

Структуры основных политипов SiC
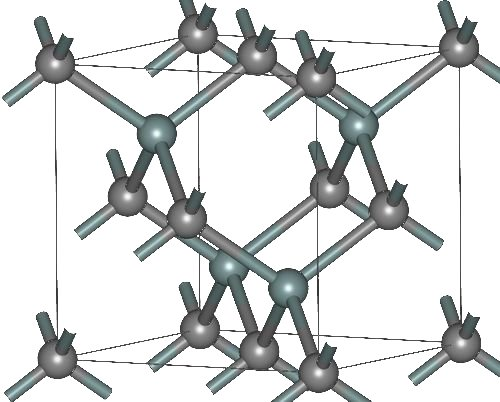
(β) 3C-SiC
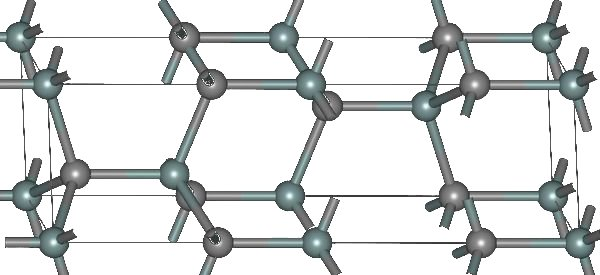
(α) 4H-SiC
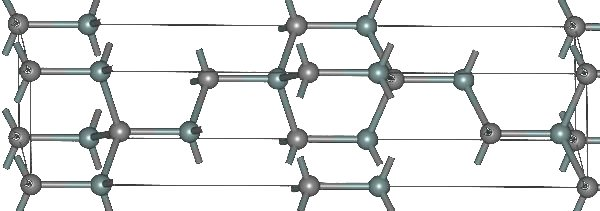
(α) 6H-SiC

## Примеры политипов
- структурный тип меди (3C), структурный тип магния (2H), структурный тип лантана (4H), структурный тип самария (9R)
- лонсдейлит (2H) и алмаз (3C)
- вюрцит (2H) и сфалерит (3C)
- фазы Лавеса: тип MgZn2 (2H), тип MgCu2 (3C), тип MgNi2 (4H)
- несколько десятков политипов существует в карбиде кремния, среди них основными являются трехслойный (3C) и шестислойный (6H) политипы;
- известно более сотни политипов иодида кадмия (CdI2)